# Indisk lager
Indisk lager eller tejpat (Cinnamomum tamala) är en lagerväxtart vars löv används som krydda i många indiska, nepalesiska och bhutanesiska maträtter. Dess bark kan också användas i matlagning som kanel, men är inte lika populär som kassia- och ceylonkanel.
Arten som först beskrevs av Francis Buchanan-Hamilton, och fick sitt nu gällande namn av Theodor Friedrich Ludwig Nees von Esenbeck. Indisk lager ingår i släktet Cinnamomum och familjen lagerväxter. Utöver nominatformen finns också underarten C. t. elliptifolium.